# Linshui
För andra betydelser, se Linshui (olika betydelser).
Linshui är ett härad som lyder under Guang'ans stad på prefekturnivå i Sichuan-provinsen i sydvästra Kina.